# Teen Choice Awards 2003
Der vierten Teen Choice Awards wurden am 2. August 2003 im Gibson Amphitheatre in Universal City (Kalifornien) vergeben. Moderator der Show war David Spade. Eminems 8 Mile wurden bei der Gala drei Preise zugesprochen.

## Filmpreise
| Choice Movie: Drama/Action Adventure | Choice Movie Actor: Drama/Action Adventure |
| --- | --- |
| - Matrix Reloaded - 8 Mile - Blue Crush - Bulletproof Monk – Der kugelsichere Mönch - Daredevil - Drumline - Der Herr der Ringe: Die zwei Türme - X-Men 2 | - Eminem – 8 Mile - Ben Affleck – Daredevil - Nick Cannon – Drumline - Vin Diesel – XXX – Triple X & Extreme Rage - Colin Farrell – Daredevil & Nicht auflegen! - Hugh Jackman – X-Men 2 - Keanu Reeves – Matrix Reloaded - Elijah Wood – Die zwei Türme |
| Choice Movie Actress: Drama/Action Adventure | Choice Movie: Comedy |
| - Jennifer Aniston – The Good Girl - Halle Berry – Die Another Day & X-Men 2 - Kate Bosworth – Blue Crush - Jennifer Garner – Daredevil - Brittany Murphy – 8 Mile - Jada Pinkett-Smith – Matrix Reloaded - Queen Latifah – Chicago - Rebecca Romijn-Stamos – X-Men 2 | - Sweet Home Alabama – Liebe auf Umwegen - Die Wutprobe - Haus über Kopf - Head of State - Jackass: The Movie - Kangaroo Jack - Popstar auf Umwegen - Malibu’s Most Wanted |
| Choice Movie Actor: Comedy | Choice Movie Actress: Comedy |
| - Jim Carrey – Bruce Allmächtig - Anthony Anderson – Kangaroo Jack - Jamie Kennedy – Malibu’s Most Wanted - Ashton Kutcher – Voll verheiratet - Frankie Muniz – Agent Cody Banks - Mike Myers – Austin Powers in Goldständer - Chris Rock – Head of State - Adam Sandler – Die Wutprobe | - Queen Latifah – Haus über Kopf - Jennifer Aniston – Bruce Allmächtig - Sandra Bullock – Ein Chef zum Verlieben - Hilary Duff – Popstar auf Umwegen - Kate Hudson – Wie werde ich ihn los – in 10 Tagen? - Jennifer Lopez – Manhattan Love Story - Brittany Murphy – Voll verheiratet - Reese Witherspoon – Sweet Home Alabama – Liebe auf Umwegen                                                   |
| Choice Movie: Horror/Thriller | Choice Movie Villain |
| - The Ring - Der Fluch von Darkness Falls - Dreamcatcher - Final Destination 2 - House of 1000 Corpses - Identität - Roter Drache - Signs – Zeichen | - Colin Farrell – Daredevil - Christina Applegate – Flight Girls - Candice Bergen – Sweet Home Alabama – Liebe auf Umwegen - Brian Cox – X-Men 2 - Richard Gere – Chicago - Christian Kane – Voll verheiratet - Ian McKellen – X-Men 2 - Michael Michele – Wie werde ich ihn los – in 10 Tagen? |
| Choice Breakout Movie Actor | Choice Breakout Movie Actress |
| - Eminem – 8 Mile - Nick Cannon – Drumline - Michael Ealy – Barbershop & 2 Fast 2 Furious - Colin Farrell – Der Einsatz, Daredevil, & Nicht auflegen! - Justin Guarini – Justin & Kelly: Beachparty der Liebe - Jake Gyllenhaal – The Good Girl - Derek Luke – Antwone Fisher - Mos Def – Brown Sugar | - Hilary Duff – Popstar auf Umwegen - Monica Bellucci – Tränen der Sonne & Matrix Reloaded - Kelly Clarkson – Justin & Kelly: Beachparty der Liebe - Eve – Barbershop - Jennifer Garner – Daredevil - Beyoncé Knowles – Austin Powers in Goldständer - Queen Latifah – Chicago & Haus über Kopf - Nia Vardalos – My Big Fat Greek Wedding – Hochzeit auf griechisch                                   |
| Choice Movie Hissy Fit | Choice Movie Chemistry |
| - Adam Sandler – Die Wutprobe - Sandra Bullock – Ein Chef zum Verlieben - Michael Constantine – My Big Fat Greek Wedding – Hochzeit auf griechisch - Kate Hudson – Wie werde ich ihn los – in 10 Tagen? - Ashton Kutcher – Voll verheiratet - Lucy Liu – Chicago - Steve Martin – Haus über Kopf - Jack Nicholson – Die Wutprobe | - Paul Walker – 2 Fast 2 Furious - Ben Affleck & Jennifer Garner – Daredevil - Jim Carrey & Morgan Freeman – Bruce Allmächtig - Kelly Clarkson & Justin Guarini – Justin & Kelly: Beachparty der Liebe - Taye Diggs & Sanaa Lathan – Brown Sugar - Anna Paquin & Shawn Ashmore – X-Men 2 - Queen Latifah & Eugene Levy – Haus über Kopf - Derek Richardson & Eric Christian Olsen – Dumm und dümmerer |
| Choice Movie Liplock | Choice Movie Fight/Action Sequence |
| - Reese Witherspoon & Josh Lucas – Sweet Home Alabama – Liebe auf Umwegen - Jennifer Aniston & Jake Gyllenhaal – The Good Girl - Leonardo DiCaprio & Cameron Diaz – Gangs of New York - Taye Diggs & Sanaa Lathan – Brown Sugar - Eminem & Brittany Murphy – 8 Mile - Kate Hudson & Matthew McConaughey – Wie werde ich ihn los – in 10 Tagen? - Ashton Kutcher & Brittany Murphy – Voll verheiratet - Jennifer Lopez & Ralph Fiennes – Manhattan Love Story | - Paul Walker vs. Tyrese Gibson – 2 Fast 2 Furious - Ben Affleck vs. Michael Clarke Duncan – Daredevil - Schlacht um Helm's Deep – Die zwei Türme - Vin Diesel vs. Marton Csokas – XXX – Triple X - Hugh Jackman vs. Kelly Hu – X-Men 2 - Queen Latifah vs. Missi Pyle – Haus über Kopf - Keanu Reeves vs. Hugo Weaving – Matrix Reloaded - Fann Wong vs. Palace Guards – Shanghai Knights            |
| Choice Movie Liar | Choice Summer Movie |
| - Leonardo DiCaprio – Catch Me If You Can - Jennifer Aniston – The Good Girl - Colin Farrell – Nicht auflegen! - Kate Hudson – Wie werde ich ihn los – in 10 Tagen? - Jennifer Lopez – Manhattan Love Story - Matthew McConaughey – Wie werde ich ihn los – in 10 Tagen? - Rebecca Romijn-Stamos – X-Men 2 - Renée Zellweger – Chicago | - Fluch der Karibik - 2 Fast 2 Furious - Bad Boys II - 3 Engel für Charlie – Volle Power - Hulk - Die Liga der außergewöhnlichen Gentlemen - Natürlich blond 2 - Terminator 3 – Rebellion der Maschinen |

### Fernsehen
| Choice TV Drama/Action Adventure | Choice TV Actor: Drama/Action Adventure |
| --- | --- |
| - Eine himmlische Familie - Alias – Die Agentin - American Dreams - Buffy – Im Bann der Dämonen - Dawson’s Creek - Fastlane - Smallville - 24 | - David Gallagher – Eine himmlische Familie - Bill Bellamy – Buffy – Im Bann der Dämonen - Joshua Jackson – Dawson’s Creek - James Marsters – Buffy – Im Bann der Dämonen - Gregory Smith – Everwood - Kiefer Sutherland – 24 - Michael Vartan – Alias – Die Agentin - Tom Welling – Smallville       |
| Choice TV Actress: Drama/Action Adventure | Choice TV Comedy |
| - Sarah Michelle Gellar – Buffy – Im Bann der Dämonen - Jessica Biel – Eine himmlische Familie - Jennifer Garner – Alias – Die Agentin - Katie Holmes – Dawson’s Creek - Kristin Kreuk – Smallville - Brittany Snow – American Dreams - Tiffani Thiessen – Fastlane - Emily VanCamp – Everwood      | - Friends - The Bernie Mac Show - Meine wilden Töchter - Gilmore Girls - Lizzie McGuire - Malcolm mittendrin - Scrubs – Die Anfänger - Die wilden Siebziger |
| Choice TV Actor: Comedy | Choice TV Actress: Comedy |
| - Ashton Kutcher – Die wilden Siebziger - Zach Braff – Scrubs – Die Anfänger - Topher Grace – Die wilden Siebziger - Matt LeBlanc – Friends - Bernie Mac – The Bernie Mac Show - Frankie Muniz – Malcolm mittendrin - Matthew Perry – Friends - John Ritter – Meine wilden Töchter                  | - Jennifer Aniston – Friends - Amanda Bynes – Hallo Holly - Sarah Chalke – Scrubs – Die Anfänger - Courteney Cox – Friends - Kaley Cuoco – Meine wilden Töchter - Hilary Duff – Lizzie McGuire - Mila Kunis – Die wilden Siebziger - Wanda Sykes – Wanda at Large                                     |
| Choice TV Dating | Choice TV Reality |
| - Dismissed - The 5th Wheel - Blind Date - Change of Heart - EX-treme Dating - Meet My Folks - Shipmates - Taildaters | - American Idol - The Bachelor - Fear Factor - The Jamie Kennedy Experiment - Joe Millionaire - Punk’d - Survivor - Total Request Live |
| Choice Reality/Variety TV Star: Male | Choice Reality/Variety TV Star: Female |
| - Ruben Studdard – American Idol - Clay Aiken – American Idol - Andrew Firestone – The Bachelor - Bob Guiney – The Bachelorette - Evan Mariott – Joe Millionaire - Dax Shepard – Punk’d - Matthew Von Ertfelda – Survivor                                                                           | - Kelly Osbourne – The Osbournes - Kimberly Caldwell – American Idol - Trishelle Cannatella – The Real World: Las Vegas - Kimberley Locke – American Idol - Jenna Morasca – Survivor - Trista Rehn – The Bachelorette - Jen Schefft – The Bachelor - Anna Nicole Smith – The Anna Nicole Show         |
| Choice Reality/Variety TV Host | Choice Reality Hunk |
| - Ashton Kutcher – Punk’d - Brooke Burns – Dog Eat Dog - Carson Daly – Total Request Live - Joey Fatone – Fame - Paul Hogan – Joe Millionaire - Jeff Probst – Survivor - Joe Rogan – Fear Factor - Ryan Seacrest – American Idol                                                                    | - Ashton Kutcher – Punk’d - Andrew Firestone – The Bachelor - Bob Guiney – The Bachelorette - Evan Mariott – Joe Millionaire |
| Choice Reality Babe | Choice TV Late Night |
| - Paula Abdul – American Idol - Kimberly Caldwell – American Idol - Kelly Osbourne – The Osbournes - Anna Nicole Smith – The Anna Nicole Show | - Saturday Night Live - The Daily Show with Jon Stewart - Jimmy Kimmel Live! - Last Call with Carson Daly - The Late Late Show with Craig Kilborn - Late Night with Conan O’Brien - Late Show with David Letterman - MadTV                                                                            |
| Choice Breakout TV Show | Choice Breakout TV Actor |
| - Meine wilden Töchter - American Dreams - Everwood - George-Lopez-Show - Office Girl - Oliver Beene - Wanda at Large - Hallo Holly | - George Stults – Eine himmlische Familie - Cedric the Entertainer – Cedric the Entertainer Presents - Wesley Jonathan – Hallo Holly - Andrew Lawrence – Oliver Beene - George Lopez – George-Lopez-Show - Gregory Smith – Everwood - Mark Valley – Keen Eddie - Michael Vartan – Alias – Die Agentin |
| Choice Breakout TV Actress | Choice TV Personality |
| - Kaley Cuoco – Meine wilden Töchter - Elisha Cuthbert – 24 - Tamyra Gray – Boston Public - Sienna Miller – Keen Eddie - Ashlee Simpson – Eine himmlische Familie - Brittany Snow – American Dreams - Wanda Sykes – Wanda at Large - Aisha Tyler – Friends                                          | - Simon Cowell - Carson Daly - Jimmy Fallon - Jamie Kennedy - Johnny Knoxville - Kelly Osbourne - Quddus - Ryan Seacrest |
| Choice TV Sidekick | |
| - Wilmer Valderrama – Die wilden Siebziger - Keiko Agena – Gilmore Girls - Mika Boorem – Dawson’s Creek - Alyson Hannigan – Buffy – Im Bann der Dämonen - Allison Mack – Smallville - Michael Rosenbaum – Smallville - Erik Per Sullivan – Malcolm mittendrin - Kevin Weisman – Alias – Die Agentin | |

### Musik
| Choice Male Artist | Choice Female Artist |
| --- | --- |
| - Eminem - JC Chasez - 50 Cent - Ja Rule - John Mayer - Nelly - Sean Paul - Justin Timberlake | - Kelly Clarkson - Christina Aguilera - Beyoncé - Missy Elliott - Norah Jones - Avril Lavigne - Jennifer Lopez - Pink |
| Choice R&B/Hip-Hop Artist | Choice Rap Artist |
| - Jennifer Lopez - B2K - Brandy - Sean Paul - Kelly Rowland - Justin Timberlake - Tyrese - Usher | - Eminem - Missy Elliott - 50 Cent - Ja Rule - Jay Z - Nas - Nelly - Snoop Dogg |
| Choice Rock Group | Choice Single |
| - Good Charlotte - 3 Doors Down - Audioslave - Coldplay - Linkin Park - No Doubt - Sum 41 - The White Stripes | - Sk8er Boi – Avril Lavigne - All I Have – Jennifer Lopez featuring LL Cool J - Beautiful – Christina Aguilera - Bump, Bump, Bump – B2K featuring P. Diddy - Cry Me a River – Justin Timberlake - In da Club – 50 Cent - Underneath It All – No Doubt featuring Lady Saw - Work It – Missy Elliott       |
| Choice Album | Choice R&B/Hip-Hop Track |
| - The Young & the Hopeless – Good Charlotte - Any Given Thursday – John Mayer - The Eminem Show – Eminem - Get Rich or Die Tryin’ – 50 Cent - Justified – Justin Timberlake - Let Go – Avril Lavigne - Stripped – Christina Aguilera - This Is Me... Then – Jennifer Lopez | - Like I Love You – Justin Timberlake - 4 Ever – Lil’ Mo featuring Fabolous - How You Gonna Act Like That – Tyrese - No Letting Go – Wayne Wonder - Put That Woman First – Jaheim - Rock wit U (Awww Baby) – Ashanti - Snake – R. Kelly featuring Big Tigger - So Gone – Monica                          |
| Choice Rap Track | Choice Rock Track |
| - In da Club – 50 Cent - Beautiful – Snoop Dogg featuring Pharrell and Charlie Wilson - Can’t Let You Go – Fabolous featuring Mike Shorey and Lil’ Mo - Excuse Me Miss – Jay Z - Get Busy – Sean Paul - I Can – Nas - I Know What You Want – Busta Rhymes and Mariah Carey featuring Flipmode Squad - 21 Questions – 50 Cent featuring Nate Dogg                                                  | - Bring Me to Life – Evanescence - Headstrong – Trapt - Like a Stone – Audioslave - Price to Play – Staind - Send the Pain Below – Chevelle - Seven Nation Army – The White Stripes - Somewhere I Belong – Linkin Park - Times Like These – Foo Fighters                                                 |
| Choice Love Song | Choice Breakout Music Artist |
| - Crazy in Love – Beyoncé featuring Jay Z - Come Away with Me – Norah Jones - I’m Glad – Jennifer Lopez - I'm With You – Avril Lavigne - A Moment Like This – Kelly Clarkson - Picture – Kid Rock featuring Sheryl Crow - Pretty Baby – Vanessa Carlton - Running – No Doubt | - 50 Cent - Beyoncé - Kelly Clarkson - Norah Jones - John Mayer - Sean Paul - Lisa Marie Presley - Justin Timberlake |
| Choice Music Hook Up (collaboration) | Choice Summer Song |
| - 21 Questions – 50 Cent featuring Nate Dogg - All I Have – Jennifer Lopez featuring LL Cool J - Cry Me a River – Justin Timberlake featuring Timbaland - Dilemma – Nelly featuring Kelly Rowland - Dirrty – Christina Aguilera featuring Redman - The Game of Love – Santana featuring Michelle Branch - '03 Bonnie & Clyde – Jay Z featuring Beyoncé - Picture – Kid Rock featuring Sheryl Crow | - Crazy in Love – Beyoncé featuring Jay Z - Bring Me to Life – Evanescence - Get Busy – Sean Paul - Right Thurr – Chingy - Rock wit U (Awww Baby) – Ashanti - Shake Ya Tailfeather – Nelly, Diddy and Murphy Lee - 21 Questions – 50 Cent featuring Nate Dogg - Where Is the Love? – The Black Eyed Peas |

### Verschiedene
| Choice Male Hottie | Choice Female Hottie |
| --- | --- |
| - Ashton Kutcher - Colin Farrell - Josh Hartnett - Oliver Hudson - Brad Pitt - Justin Timberlake - Usher - Tom Welling                                                                     | - Beyoncé Knowles - Jessica Alba - Amanda Bynes - Hilary Duff - Jennifer Garner - Jennifer Lopez - Britney Spears - Gwen Stefani  |
| Choice Crossover Artist | Choice Comedian |
| - Mandy Moore - Kelly Clarkson - Eminem - Eve - Jennifer Love Hewitt - Beyoncé Knowles - Jennifer Lopez - Tyrese                                                                           | - Jim Carrey - Jimmy Fallon - Jamie Kennedy - Bernie Mac - Mike Myers - Chris Rock - Adam Sandler - Wanda Sykes                   |
| Choice Male Athlete | Choice Female Athlete |
| - Kobe Bryant - Dale Earnhardt Jr. - Tony Hawk - Derek Jeter - Danny Kass - Shaquille O'Neal - Andy Roddick - Kelly Slater                                                                 | - Serena Williams - Jennifer Capriati - Kelly Clark - Mia Hamm - Anna Kournikova - Michelle Kwan - Mary Osborne - Venus Williams  |
| Choice Male Fashion Icon | Choice Female Fashion Icon |
| - Ryan Seacrest - Sean P. Diddy Combs - Common - Colin Farrell - Enrique Iglesias - Lenny Kravitz - Justin Timberlake - Usher                                                              | - Jennifer Lopez - Halle Berry - Mary J. Blige - Beyoncé Knowles - Avril Lavigne - Kelly Osbourne - Britney Spears - Gwen Stefani |
| Choice Video Game | |
| - Grand Theft Auto: Vice City - Def Jam Vendetta - Enter the Matrix - The Legend of Zelda: The Wind Waker - Madden NFL 2003 - NBA Street Vol. 2 - Splinter Cell - Tony Hawk’s Pro Skater 4 | |